# Brevipalpus acatlanus
Brevipalpus acatlanus är en spindeldjursart som beskrevs av Baker och James P. Tuttle 1987. Brevipalpus acatlanus ingår i släktet Brevipalpus och familjen Tenuipalpidae. Inga underarter finns listade.